# Day of the Gusano: Live in Mexico
Day of the Gusano: Live in Mexico è il secondo album dal vivo del gruppo musicale statunitense Slipknot, pubblicato il 20 ottobre 2017 dalla Eagle Vision.

## Descrizione
Contiene l'intera esibizione tenuta dal gruppo a Città del Messico nel 2015 in occasione della prima edizione del loro festival Knotfest Mexico.
L'edizione DVD/BD contiene inoltre un documentario con interviste ai vari componenti del gruppo.

## Tracce
1. Sarcastrophe – 4:50
2. The Heretic Anthem – 3:57
3. Psychosocial – 4:36
4. The Devil in I – 6:24
5. Me Inside – 3:08
6. Vermilion – 5:22
7. Wait and Bleed – 2:44
8. Prosthetics – 6:13
9. Before I Forget – 4:26
10. Eeyore – 3:06
11. Duality – 4:14
12. Custer – 4:37
13. Spit It Out – 6:51
14. Metabolic/742617000027 – 4:45
15. (sic) – 4:11
16. People = Shit – 5:20
17. Surfacing/Till We Die – 5:03

## Formazione
Gruppo
- Corey Taylor – voce
- Craig Jones – tastiera
- Mick Thomson – chitarra
- Chris Fehn – percussioni, cori
- Alessandro Venturella – basso
- Sid Wilson – giradischi
- Jay Weinberg – batteria
- Jim Root – chitarra
- Clown – percussioni, cori

Produzione
- M Shawn Crahan – regia, direzione artistica
- Diego Alvarez – regia, produzione
- Vincente Solis – produzione esecutiva
- Cory Brennan – produzione esecutiva
- Geoff Kempin – produzione esecutiva
- Terry Shand – produzione esecutiva